# Karl Ferdinand Wimar
Karl Ferdinand Wimar, également connu sous les noms de Charles Wimar et Carl Wimar, né le 20 février 1828 à Siegburg au sein du Royaume de Prusse et décédé le 28 novembre 1862 à Saint-Louis dans l'état du Missouri aux États-Unis, est un peintre germano-américain, connu pour ces tableaux représentant la conquête de l'Ouest, les Amérindiens et les troupeaux de bisons de la région des Grandes Plaines.

## Biographie
Karl Ferdinand Wimar naît à Siegburg en 1828. Il émigre aux États-Unis à l'âge de 15 ans avec sa famille et s'installe à Saint-Louis dans l'état du Missouri. En 1846, il étudie la peinture auprès du peintre Leon Pomarede (de). Ensemble, ils effectuent un voyage d'études le long du fleuve Mississippi. En 1852, Wimar retourne dans son pays natal afin d'étudier à l'académie des beaux-arts de Düsseldorf ou il a pour professeur les peintres Emanuel Leutze et Joseph Fay. Il est associé à l'école de peinture de Düsseldorf.
En 1856, il retourne à Saint-Louis. À cette époque, il peint une nouvelle version de son tableau représentant l'un des incidents notables de l'ère coloniale, l'enlèvement et le sauvetage de Jemina Boone (en), la fille de l'explorateur américain Daniel Boone en 1776 dans la zone de Boonesborough dans le Kentucky par un groupe d'indiens Cherokees-Shawnees, qui lui apporte une nouvelle notoriété.
Durant sa carrière, il peint principalement les activités de la vie des Amérindiens dans la région des Grandes Plaines, illustrant notamment la chasse aux bisons et d'autres activités liées à leur vie de nomade. Il a également peint l'arrivée des premiers colons lors de la conquête de l'Ouest. En 1858 et 1859, il effectue deux longs voyages d'études en remontant la rivière Missouri. En 1861, il réalise les peintures murales de la rotonde du palais de justice Old Courthouse de Saint-Louis, aujourd'hui transformé en musée et rattaché au Jefferson National Expansion Memorial.
Il décède prématurément de la tuberculose à Saint-Louis en 1862.
Ces œuvres sont notamment visibles ou conservées à la National Portrait Gallery de Washington, au musée Amon Carter de Fort Worth, au Mildred Lane Kemper Art Museum (en) et au musée d'Art de Saint-Louis, au Phoenix Art Museum de Phoenix, à l'University of Michigan Museum of Art (en) d'Ann Arbor et au musée Thyssen-Bornemisza de Madrid.

## Œuvres

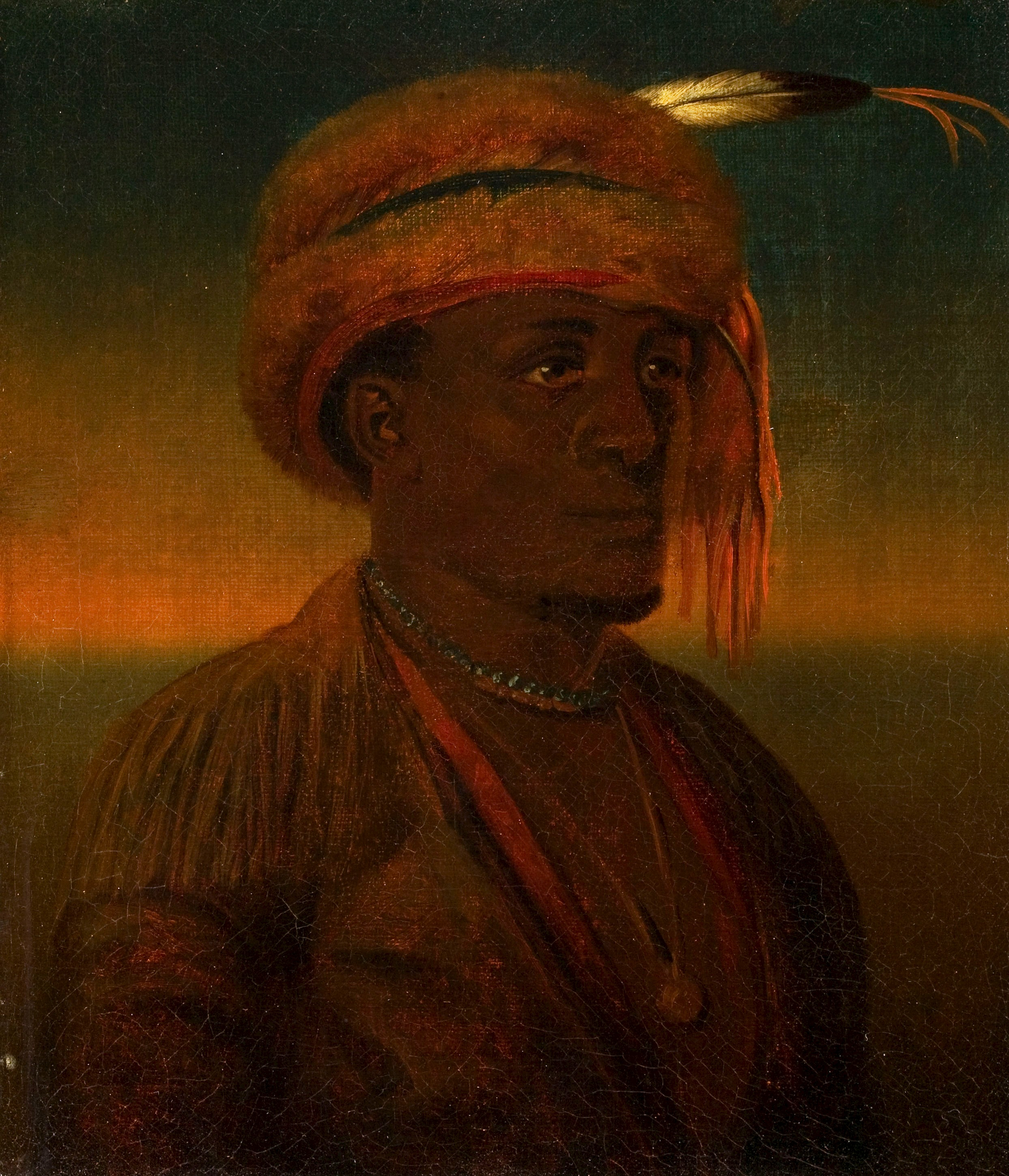
Portrait of a Native American (Portrait of a Half Breed), sans date
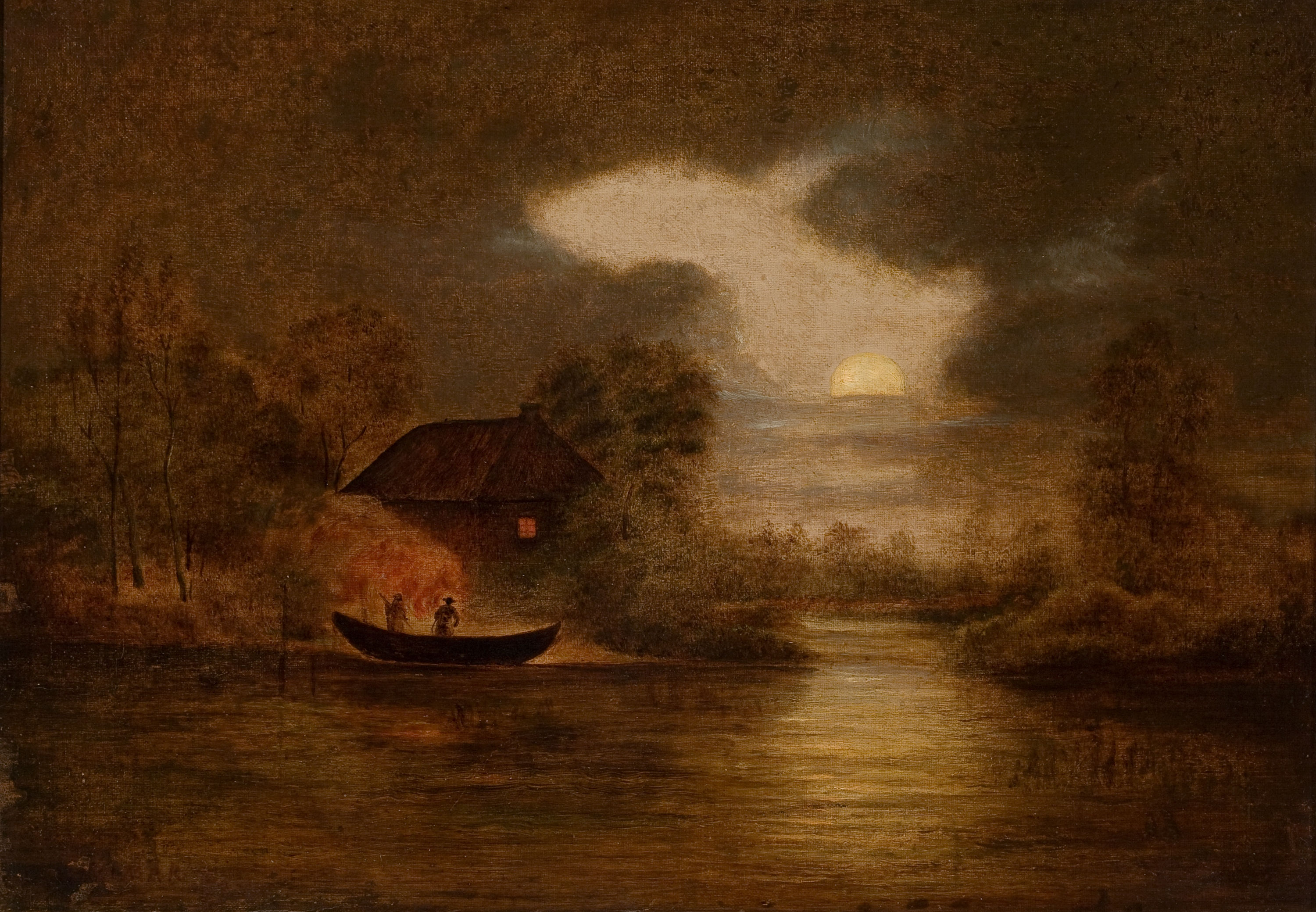
The Indian Raid, 1853, Musée d'Art de Saint-Louis
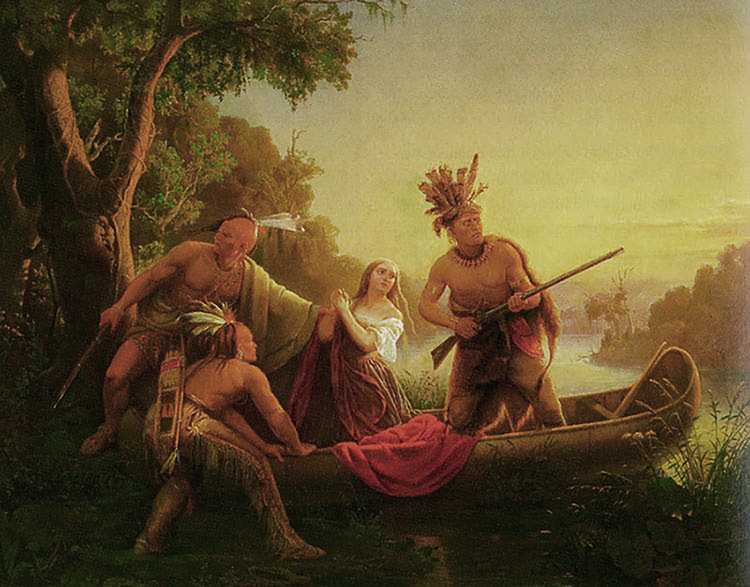
The Abduction of Daniel Boone's Daughter by the Indians, 1853, Mildred Lane Kemper Art Museum (en)
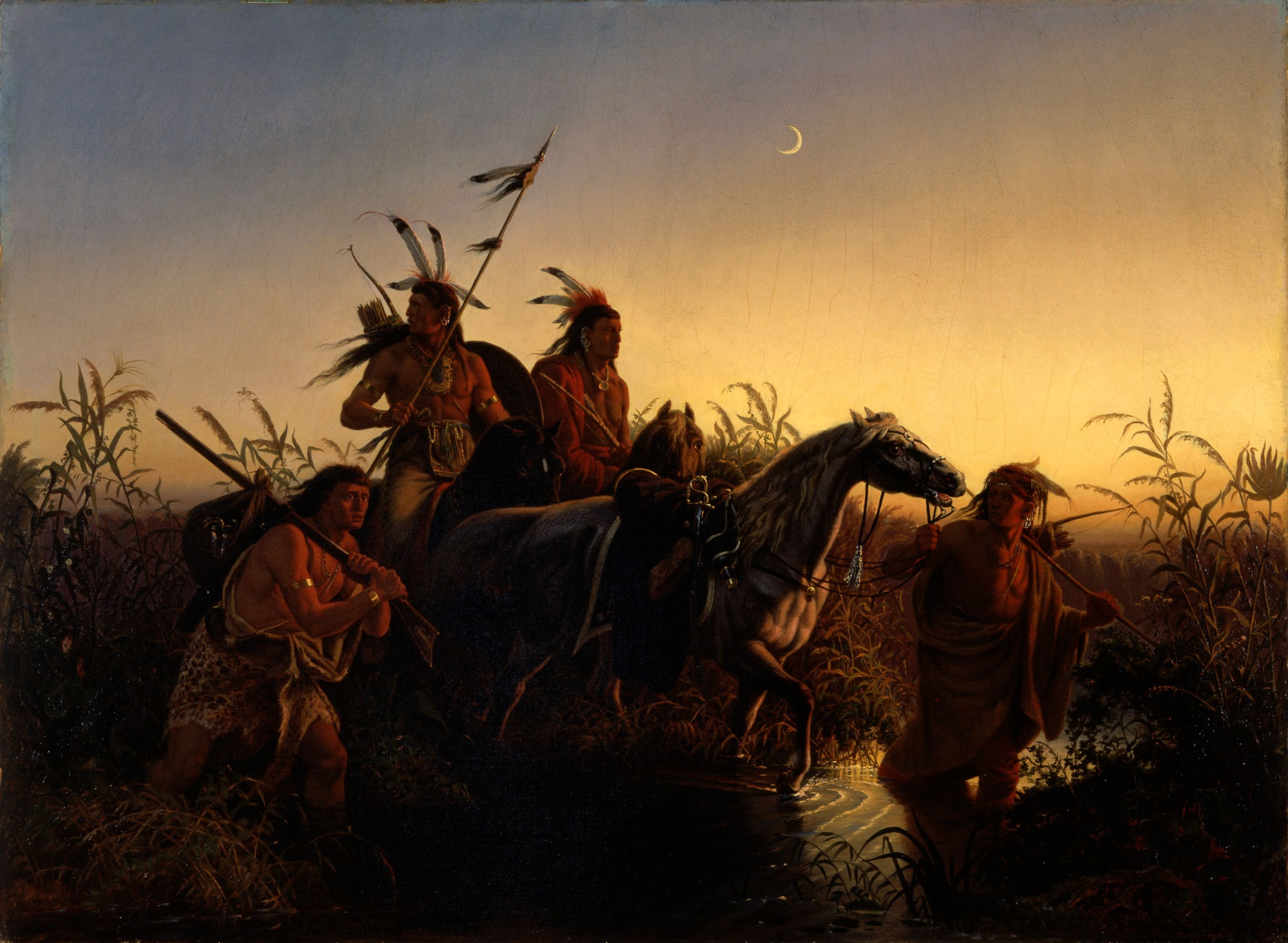
The Captive Charger, 1854
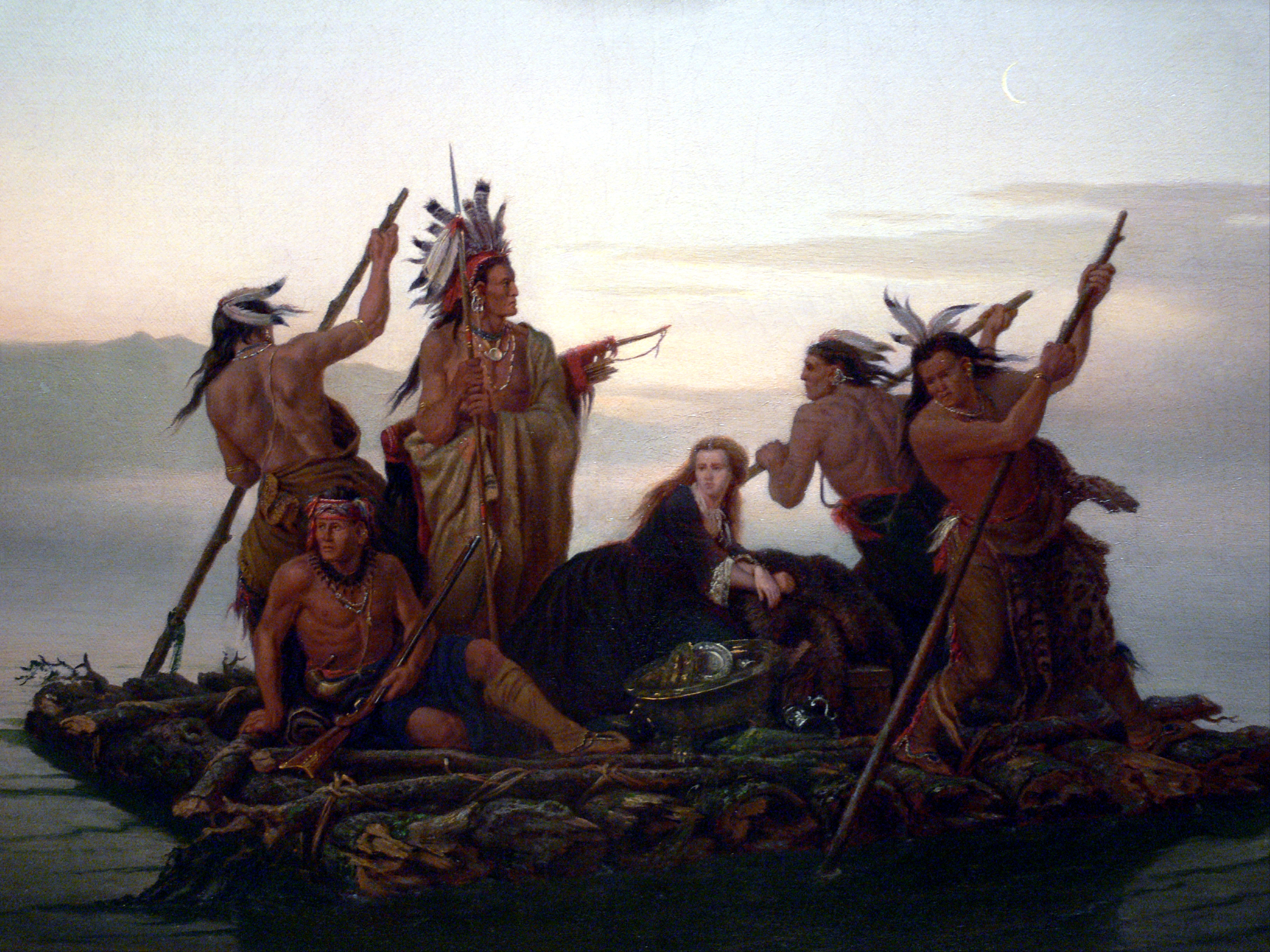
The Abduction of Boone's Daughter by the Indians, 1855, Musée Amon Carter
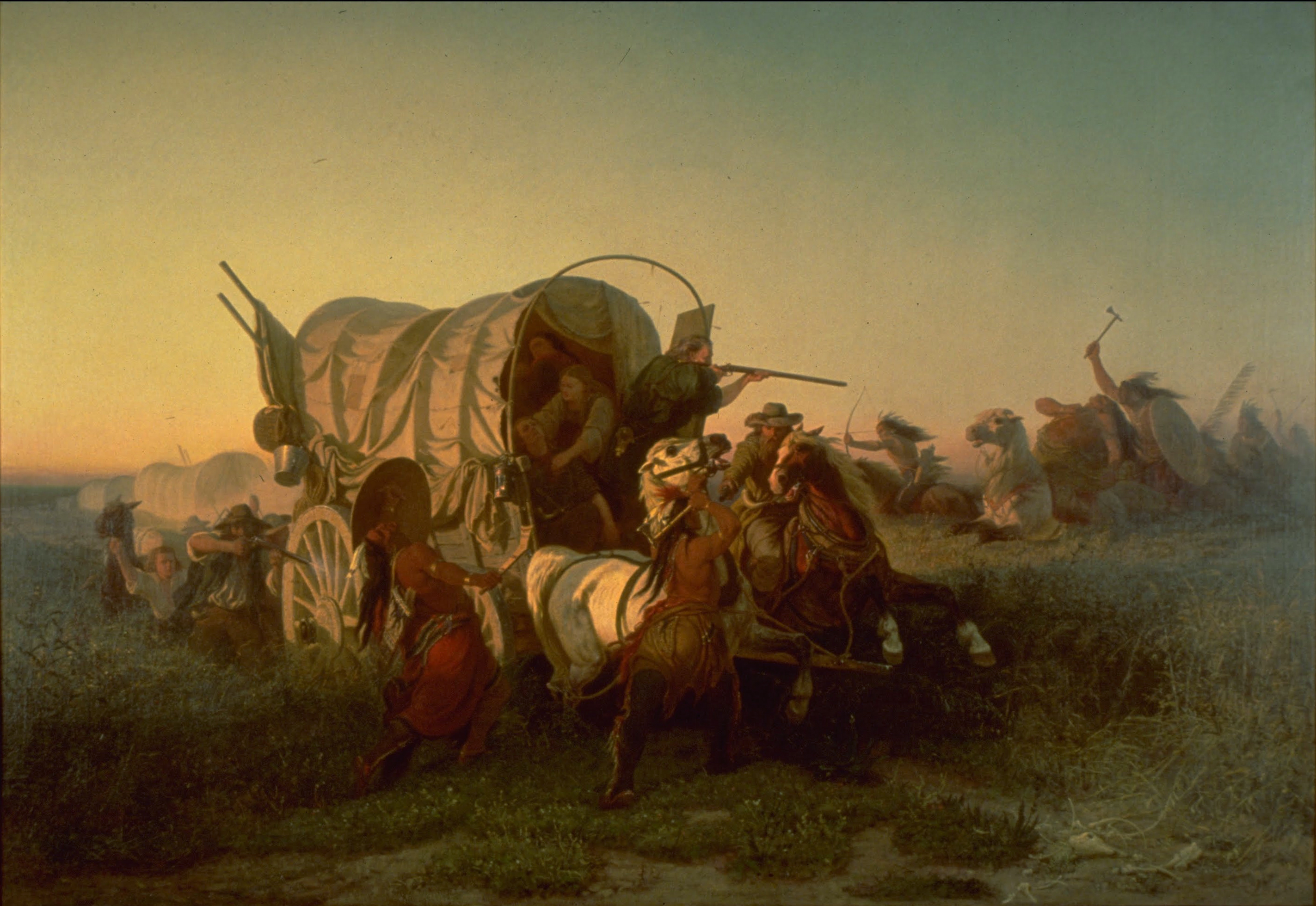
The Attack on an Emigrant Train, 1856, University of Michigan Museum of Art (en)
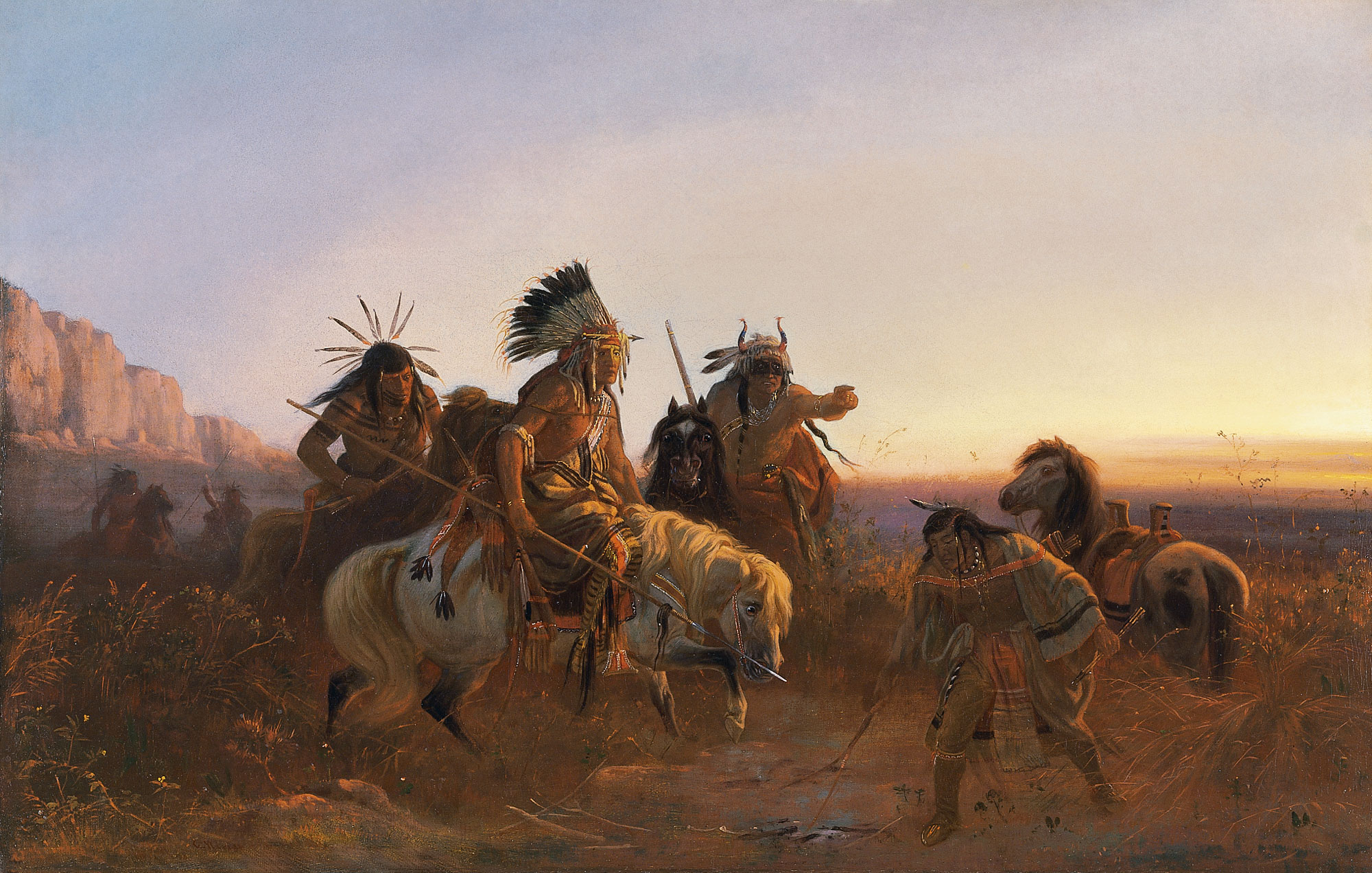
The Lost Trail, vers 1856, Musée Thyssen-Bornemisza
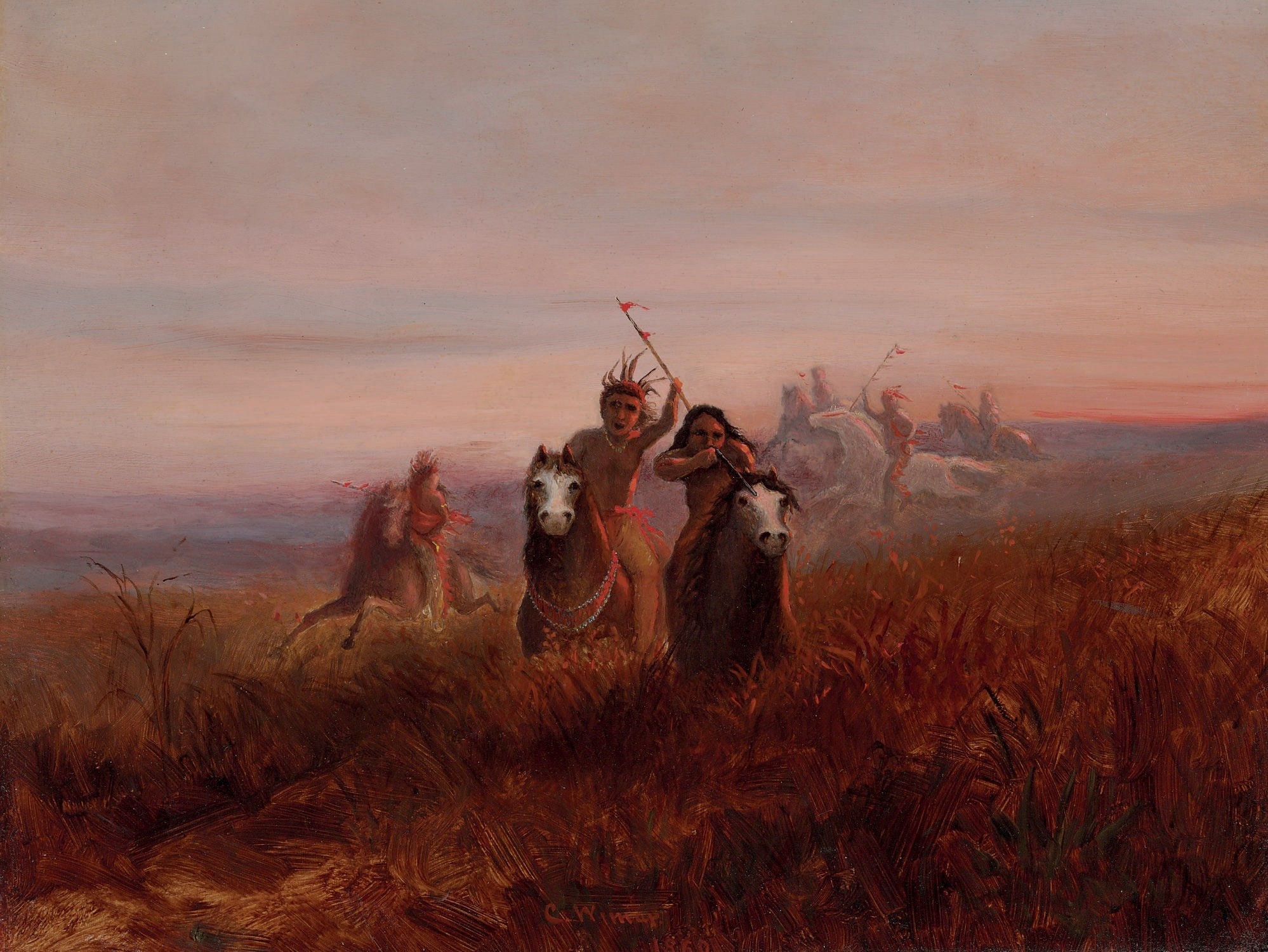
The War Party, 1860
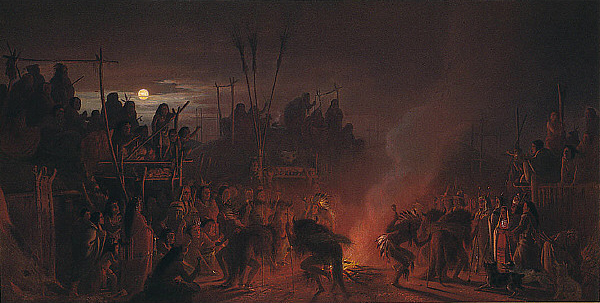
The Buffalo Dance, 1860, Musée d'Art de Saint-Louis
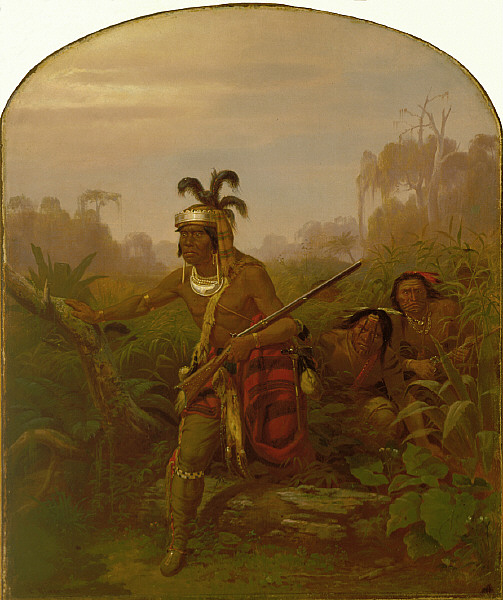
Chief Billy Bowlegs, 1861, Musée d'Art de Saint-Louis
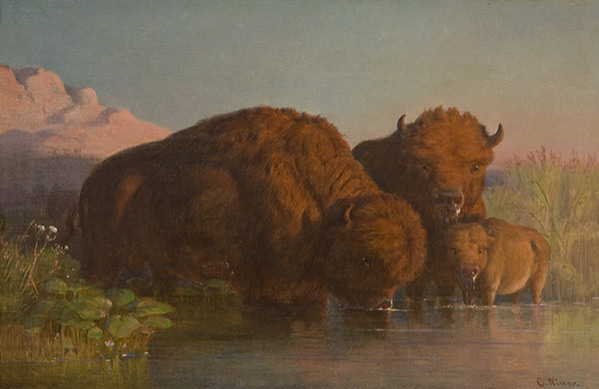
Buffalo Drinking, entre 1861 et 1862, Phoenix Art Museum